# Michael Checkland
Michael Checkland, né le 13 mars 1936, financier britannique, est directeur général de la BBC de 1987 à 1992.

## Biographie
Expert comptable et sans aucune expérience de la programmation audiovisuelle, il débute au service des finances de la BBC en 1964. Le conseil d'administration estime qu'il a le profil adéquat pour faire face au "rapport Peacock" critiquant les dépenses excessives de la BBC. Il succède au poste de directeur général à Alasdair Milne, qui est en conflit ouvert avec le gouvernement de Margaret Thatcher. Il doit se battre, par des déclarations défendant l'indépendance de l'entreprise. Il souhaitait rester jusqu'en 1995 mais doit céder la place à son adjoint John Birt après avoir critiqué en public le président du conseil d'administration Marmaduke Hussey. 
Le refus de renouveler le contrat de Michael Checkland pour plus d'un an, l'obligeant à entériner le choix de John Birt est une décision dont la paternité a été attribuée à Marmaduke Hussey, alias "Duke Hussey", qualifié de "chien de garde" de Margaret Thatcher. Elle a été présentée comme une prise de violation des statuts de la BBC, c'est-à-dire sans permettre à d'autres salariés de l'entreprise de poser leur candidature.
Michael Checkland venait d'annoncer la suppression de 1250 emplois sur 23000 d'ici à 1997, sous forme de départs en retraite, de départs volontaires, mais aussi de licenciements, afin d'économiser 150 millions de sterling. Dès son arrivée, il avait annoncé sa volonté de confier une part de ses programmes aux producteurs, afin de réaliser des économies. Avant d'accéder à la tête de l'entreprise il avait été administrateur de Visnews et vice-président de la Royal Television Society.